# Orsa orbifera
Orsa orbifera är en fjärilsart som beskrevs av George Francis Hampson 1926. Orsa orbifera ingår i släktet Orsa och familjen nattflyn. Inga underarter finns listade i Catalogue of Life.